# 努尼卡 (密歇根州)
努尼卡（英語：Nunica）是位於美國密歇根州渥太華縣克羅克里鎮區的一個普查規定居民點。

## 人口
根據2020年美國人口普查的數據，努尼卡的面積為4.75平方千米，當中陸地面積為4.74平方千米，而水域面積為0.01平方千米。當地共有人口351人，而人口密度為每平方千米73.89人。